# Howard Webb
Howard Melton Webb (født 14. juli 1971) er en engelsk fodbolddommer som dømmer i den bedste engelske fodboldliga, Premier League. Han har dømt internationalt som FIFA-dommer siden 2005.
Han anses i øjeblikket for at være en af de bedste dommere, og dømte således finalerne ved både VM samt UEFA Champions League finalen 2010.
Webb var desuden blandt de udtagede dommere til sommerens EM 2012 i Polen og Ukraine

## Biografi
Webb er søn af fodbolddommer Billy Webb og begyndte selv at dømme i lokalområdet som 18 årig. Han er baseret i Rotherham, South Yorkshire i det centrale England.
Civilt er Webb politibetjent, men er i øjeblikket på orlov fra sit civile job for at koncentrere sig om sin karriere som fodbolddommer. 

## Karriere
I 2005 dømte han FA Community Shield-finalen mellem Chelsea og Arsenal.
Han dømte sin første landskamp mellem Nordirland og Portugal i november 2005.
25. februar 2007 dømte han Ligacupfinalen mellem Arsenal og Chelsea på Millennium Stadium i Wales. Han uddelte hele tre røde kort på overtid i 2. halvleg. Grunden var et voldsomt slagsmål. De udviste spillere var Kolo Toure og Emmanuel Adebayor på Arsenal og John Obi Mikel på Chelsea.

### Kampe ved EM som hoveddommer
2008
- Østrig – Polen  (gruppespil)
- Grækenland – Spanien  (gruppespil)

2012
- Rusland – Tjekkiet  4 - 1 (gruppespil)
- Italien – Kroatien  (gruppespil)

### Kampe ved VM som hoveddommer
2010
- Spanien – Schweiz  (Gruppe H)
- Italien – Slovakiet  (Gruppe F)
- Brasilien – Chile  (Kvartfinale)
- Holland – Spanien  (Finalen)